# Зграда у Ул. Карађорђевој 39, Ваљево
Зграда у Ул. Карађорђевој 39 у Ваљеву подигнута је 1905. године и представља непокретно културно добро као споменик културе.
Кућу је подигао апотекар Пера Тадић по пројекту архитекте М. Капетановића. Основа куће је у облику ћириличног слова „Г” , са главном уличном фасадом, која има одлике сецесије. Композиција уличне фасаде је симетрична, са јасно издвојеним целинама око прозорских отвора, док је цела фасада обложена керамичким плочицама. На фасади се истичу декоративни елементи као што су гирланде, стилизоване шкољке, маскерони, балустери...